# Bartholomew County
Bartholomew County is een county in de Amerikaanse staat Indiana.
De county heeft een landoppervlakte van 1.054 km² en telt 71.435 inwoners (volkstelling 2000). De hoofdplaats is Columbus.

## Foto's

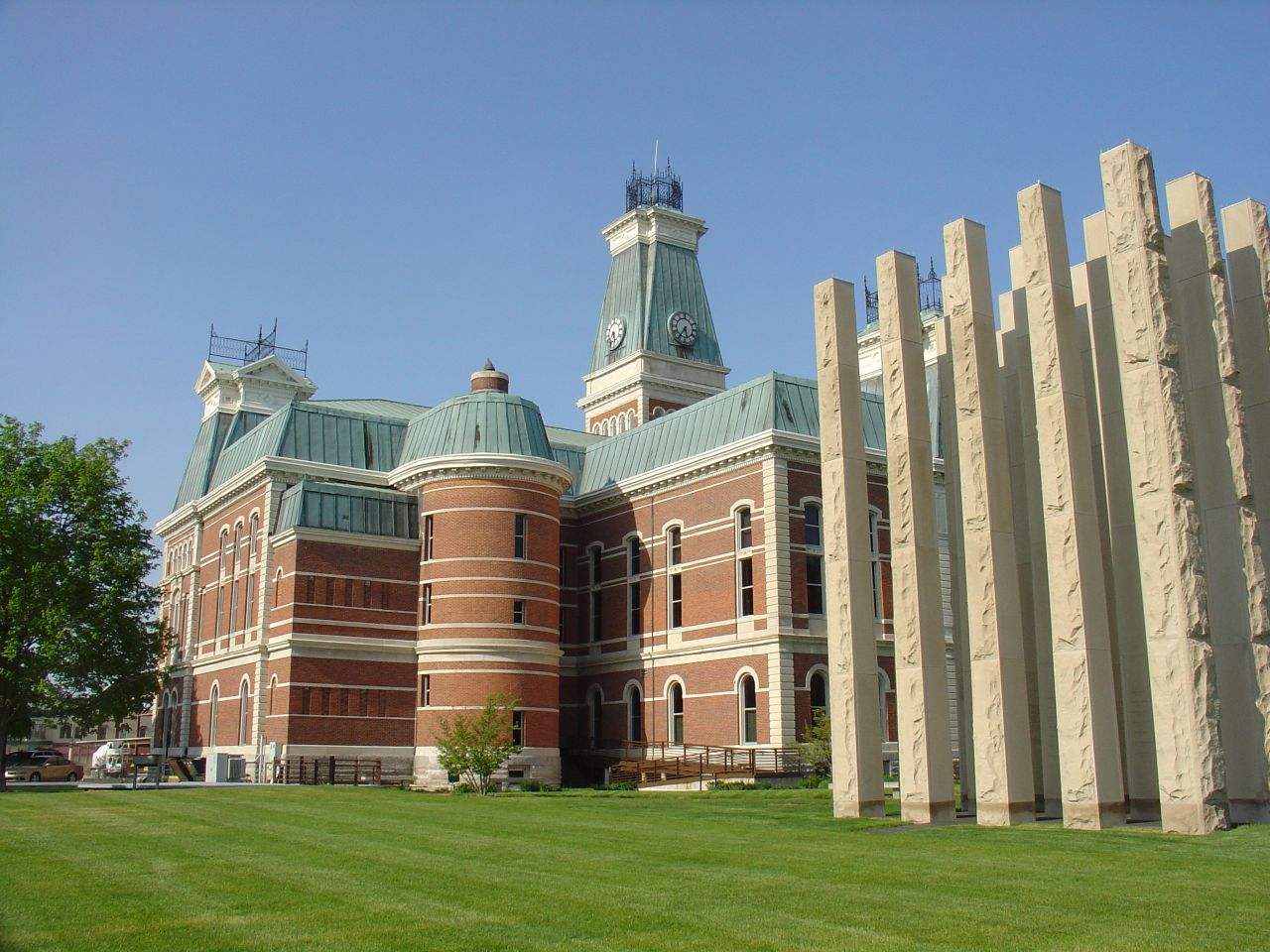
rechtbank